# Битва при Храмоне
Битва при Храмоне или битва при Хараме (греч. Μάχη στο Χάραμ) — сражение между венгерскими и византийскими войсками в 1128 году на территории современной Сербии, закончившееся крупным поражением венгров.

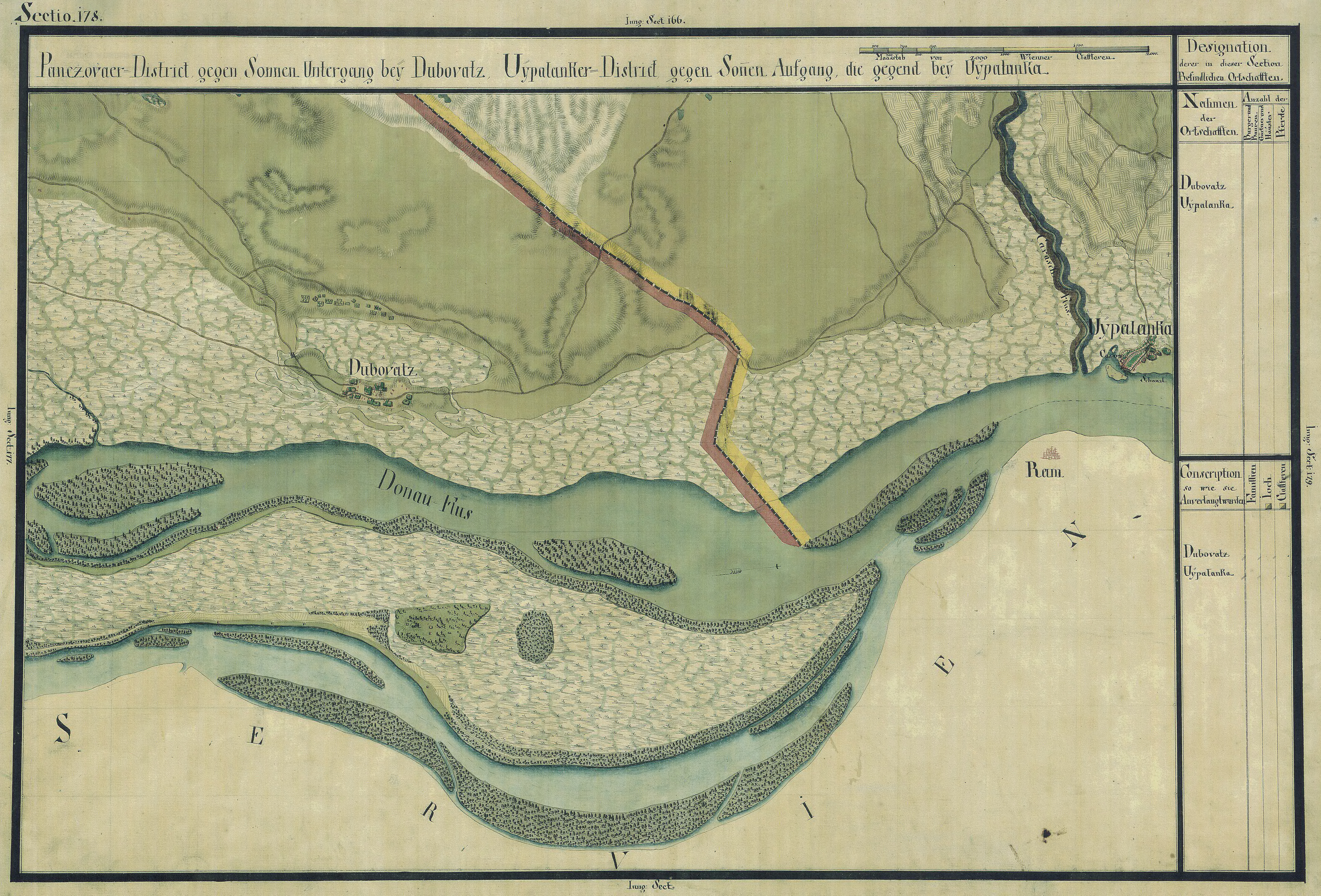
Район сражения на карте 18 века

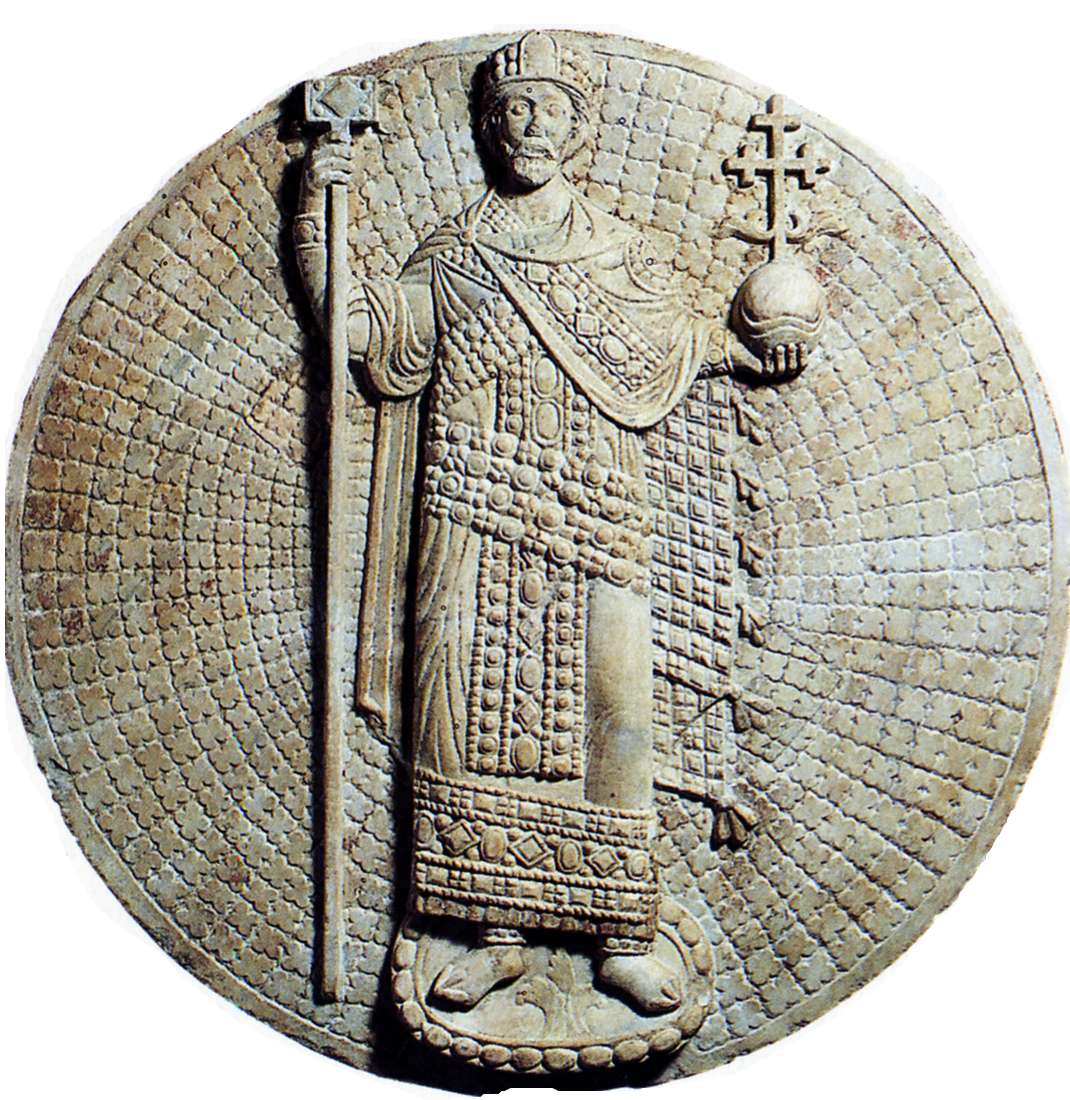
Император Иоанн II Комнин. Мраморный круговой рельеф

## Предыстория
Не добившись от византийского императора Иоанна II Комнина возвращения в Венгрию претендента на венгерский трон Альмоша, укрывшегося в империи, венгры во главе с королем Стефаном II перешли в 1127 году дунайскую границу, вторглись в балканские провинции Византии и разорили Белград, Ниш и Софию. Иоанн, находившийся недалеко от Филиппополя во Фракии, контратаковал при поддержке речной флотилии, действовавшей на Дунае. Венгерская армия под командованием командующего Сетефела, так как король Стефан был болен, отступила и укрепилась, защищая линию Дуная.

## Ход сражения
Вначале византийцы получили контроль над рекой: «греки» подожгли венгерские корабли «сернистым огнем», то есть греческим огнём. Затем Иоанн II использовал хитрость, чтобы позволить своей армии переправиться через реку. Он послал наемный отряд «лигурийских рыцарей» (лангобардов) и тюрок (вероятно, конных лучников), чтобы угрожать переправе вверх по течению, в то время как сам остался на берегу напротив Храмона (совр. Банатска-Паланка) с остальной частью своей армии. Уловка сработала, и его армия переправилась через реку у Храмона на лодках, а сам император находился на борту императорской триремы. 
Оказавшись на венгерском берегу Дуная, византийская конница «копьями рассеяла собранные венгерские войска». Многие венгерские солдаты погибли, когда бежали по мосту, который рухнул. В венгерской хронике сказано об этом сражении: 

«Рука Божия была с греками, и венгры не могли им противостоять. Происшедшая резня была настолько велика, что подобного ей редко можно было увидеть. Река Карас была настолько наполнена человеческой кровью, что казалось, что в ней течет только кровь. Воины стали бросать трупы в реку и бежали через них, пересекая реку как по мосту. Однако еще больше венгров было перебито, как скот, ибо ничто не могло спасти их от греков».— Венгерская иллюстрированная хроника

## Результаты
Византийцы захватили Храмон и другие венгерские укрепленные поселения в этом районе и собрали много добычи. 
После победы над венграми Иоанн II предпринял карательный поход против сербов. В Венгрии поражение при Хараме подорвало авторитет Стефана II, и он столкнулся с серьезным восстанием, когда два графа подняли мятеж и объявили себя королями. 